# Psilaspilates catillata
Psilaspilates catillata är en fjärilsart som beskrevs av Felder och Alois Friedrich Rogenhofer 1874. Psilaspilates catillata ingår i släktet Psilaspilates och familjen mätare. Inga underarter finns listade.